# Komjatice
Komjatice est une commune du district de Nové Zámky, dans la région de Nitra, en Slovaquie.

## Histoire
La première mention écrite du village date de 1256.

## Démographie

### Évolution de la population
| Année:               | 1994. | 2004.   | 2014.   | 2024.   |
| -------------------- | ----- | ------- | ------- | ------- |
| Nombre de personnes: | 4048  | 4260    | 4304    | 4210    |
| Différence:          |       | +5,23 % | +1,03 % | -2,18 % |

| Année:               | 2023. | 2024.   |
| -------------------- | ----- | ------- |
| Nombre de personnes: | 4197  | 4210    |
| Différence:          |       | +0,30 % |